# パウア (中央アフリカ共和国)
パウア（フランス語: Paoua）は、中央アフリカ共和国リム・ペンデ州のコミューン、および同名の郡。
パウア・コミューンはリム・ペンデ州の州都である。ウハム・ペンデ州ボズムから地方道RR6号線で北に121キロメートルの距離にある。人口は78,794人（2024年推計）で、同国では7番目に人口が多い。
パウア郡はパウア、Bah-Bessar、Mia-Pendé、Nana-Barya、Bimbiの5つのコミューンから成り立つ。人口は240,813人（2024年推計）。

## 歴史
1994年に電気が開通した。
2004年に勃発した内戦中は中央政府の支配が弱まったことで、盗賊がパウア周辺の田園地帯を襲い村々は破壊された。また2006年と2007年の反政府勢力と政府軍の戦闘によってパウアの住民も難民キャンプに避難し、パウアやその周辺はゴーストタウンと化した。
2013年3月28日、パウアは反政府勢力のセレカに占領された。2014年1月、武装組織革命と正義（RJ）はパウアに駐留するアフリカ主導中央アフリカ共和国国際支援ミッション（MISCA）の同意を得たうえでセレカを放逐した。
その後パウアは中央アフリカ共和国内戦の中でも比較的平穏を保っていたが、2017年12月末にRJと中央アフリカ共和国解放国民運動（MNLC）との間で戦闘が勃発し、住民に死傷者が出た。2018年1月12日、MINUSCAはパウアとその周辺50キロメートル圏内の安全確保を目的としたムバランガ作戦を開始し、1月末までに武装組織の戦闘員20人を逮捕した。1月28日、中央アフリカ軍がパウアに展開した。
2021年1月21日、リム・ペンデ州の州都となった。

## 交通
- パウア空港（英語版）
- RR6号線

## 出身人物
- アンジュ＝フェリクス・パタセ - 中央アフリカ共和国大統領（1993年 - 2003年）
- マルティン・ジゲレ（英語版）  - 同国首相（2001年 - 2003年）
- Gaston N'Guérékata - 数学者、政治家